# Sopravviverai
Sopravviverai è un singolo di Max Pezzali, il secondo estratto dal suo sesto album in studio Astronave Max, pubblicato il 29 maggio 2015.

## La canzone
Il brano, annunciato come il secondo singolo estratto da Astronave Max il 25 maggio 2015, solo due giorni prima della sua pubblicazione ufficiale, è stato presentato in anteprima da Max Pezzali stesso sull'app Periscope il 27 maggio.
Parlando del brano, Pezzali ha detto:

## Video musicale
L'uscita del singolo è stata accompagnata, a distanza di due giorni, da un lyric video diretto da Claudio Zagarini. Successivamente lo staff della pagina Facebook di Max Pezzali ha annunciato l'uscita di un video ufficiale (il primo per un brano di Astronave Max) per il 18 giugno 2015, poi rinviata al giorno dopo. Il videoclip è stato diretto da Gaetano Morbioli.

## Tracce
Testi e musiche di Max Pezzali.
1. Sopravviverai – 3:28

## Formazione
- Max Pezzali – voce
- Davide Ferrario – chitarra elettrica, chitarra acustica, pianoforte, percussioni, sintetizzatore, cori
- Luca Serpenti – basso
- Sergio Carnevale – batteria
- Daniele Moretto – tromba
- Michele Monestiroli – sassofono

## Classifiche
| Classifica (2015)         | Posizione massima |
| ------------------------- | ----------------- |
| Italia                    | 100               |
| Italia (airplay italiane) | 12                |